# Sylwia Ejdys
Sylwia Ejdys-Tomaszewska (ur. 15 lipca 1984 w Bogatyni) – polska lekkoatletka specjalizująca się w biegach średniodystansowych.
Wychowanka klubu Osa Zgorzelec, którego barw broniła w pierwszych latach kariery sportowej. Po zakończeniu nauki w Liceum Ogólnokształcącym im. Henryka Brodatego w Lwówku Śląskim została studentką Akademii Wychowania Fizycznego we Wrocławiu. Reprezentując barwy AZSu AWFu Wrocław – w latach 2004 – 2008 – rozpoczęła treningi pod okiem Marka Adamka. Od 2009 jest zawodniczką wrocławskiego Śląska. Jest żołnierzem Wojska Polskiego w stopniu podporucznika.

## Kariera
Największy sukces na początku kariery odniosła w 2006 roku zdobywając – wraz z koleżankami z reprezentacji – drużynowe wicemistrzostwo Europy w biegach przełajowych młodzieżowców. W kolejnym sezonie została brązową medalistką uniwersjady oraz mistrzynią światowych igrzysk wojska w biegu na 1500 metrów. Wystąpiła na igrzyskach olimpijskich Pekinie (2008) odpadając w eliminacjach biegu na 1500 metrów. Po pekińskich zawodach wystartowała jeszcze w kończącym sezon światowym finale lekkoatletycznym zajmując siódmą lokatę. Prezentowała bardzo wysoką formę w halowym sezonie 2009 wypełniając minima PZLA do reprezentacji kraju na halowe mistrzostwa Europy w Turynie aż na 3 dystansach – ze startu we Włoszech wyeliminowała ją jednak grypa. Kilka miesięcy później sięgnęła po złoty (bieg na 1500 metrów) i srebrny medal w (biegu na 800 metrów) podczas mistrzostw świata wojskowych. Dotarła do półfinału globalnego czempionatu w Berlinie (2009). W sezonie 2010 po zajęciu w marcu czwartego miejsca na halowych mistrzostwach świata latem uplasowała się na dwunastej lokacie podczas mistrzostw Starego Kontynentu. Wielokrotnie z sukcesami reprezentowała Polskę w meczach międzypaństwowych i zawodach pucharu Europy oraz drużynowego czempionatu Europy.
Pięciokrotna mistrzyni Polski seniorek w biegu na 1500 metrów (Bydgoszcz 2006, Poznań 2007, Szczecin 2008, Bydgoszcz 2009, Bielsko-Biała 2010). Srebrna medalistka mistrzostw kraju w biegu przełajowym na 4 km (Bydgoszcz 2013). Biegaczka ma w dorobku dwa złota halowego czempionatu kraju (Spała 2009 – bieg na 800 metrów; Spała 2010 – bieg na 3000 metrów), trzy srebra tej imprezy (Spała 2007 – bieg na 3000 metrów; Spała 2011 – bieg na 800 metrów i Spała 2006 – bieg na 3000 metrów) oraz jeden brąz (Spała 2006 – bieg na 1500 metrów). Ejdys zdobywała medale młodzieżowych mistrzostw Polski.
W lipcu 2015, miesiąc po 3. Nocnym Wrocław Półmaratonie, w którym Ejdys zajęła 2. miejsce w klasyfikacji open kobiet i 1. pozycję wśród Polek, Komisja do Zwalczania Dopingu w Sporcie poinformowała, iż w próbce pobranej od niej po tych zawodach wykryto niedozwoloną substancję. W związku z tym organizatorzy biegu podjęli decyzję o jej dyskwalifikacji i wykluczeniu z wyników biegu. Ponadto Polski Związek Lekkiej Atletyki zawiesił zawodniczkę do czasu wyjaśnienia sprawy. Ejdys po pojawieniu się w mediach informacji o dyskwalifikacji i zawieszeniu wystosowała oświadczenie, w którym zaprzeczyła jakoby świadomie stosowała środki dopingujące, tłumacząc pozytywny wynik testu środkami, jakie stosowała w ramach leczenia ginekologicznego w grudniu 2014. W październiku 2015 Komisja Wyróżnień, Dyscypliny i Zwalczania Dopingu Polskiego Związku Lekkiej Atletyki orzekła, iż Ejdys nie naruszyła przepisów antydopingowych i przywróciła ważność jej licencji zawodniczej, tym samym dopuszczając ją do ponownego udziału w oficjalnych zawodach lekkoatletycznych.

## Osiągnięcia
| Rok  | Impreza                                 | Miejsce                | Konkurencja           | Lokata      | Wynik   |
| ---- | --------------------------------------- | ---------------------- | --------------------- | ----------- | ------- |
| 2006 | Halowy puchar Europy                    | Moskwa                 | bieg na 3000 m        | 6. miejsce  | 9:19,46 |
| 2006 | Mistrzostwa Europy w biegu na przełaj   | San Giorgio su Legnano | bieg młodzieżowców    | 15. miejsce | 19:44   |
| 2006 | Mistrzostwa Europy w biegu na przełaj   | San Giorgio su Legnano | drużyna młodzieżowców | 2. miejsce  |         |
| 2007 | Superliga pucharu Europy                | Monachium              | bieg na 1500 m        | 1. miejsce  | 4:17,05 |
| 2007 | Uniwersjada                             | Bangkok                | bieg na 1500 m        | 3. miejsce  | 4:11,51 |
| 2007 | Światowe igrzyska wojskowe              | Hajdarabad             | bieg na 1500 m        | 1. miejsce  | 4:16,9  |
| 2008 | Superliga pucharu Europy                | Annecy                 | bieg na 1500 m        | 1. miejsce  | 4:19,17 |
| 2008 | Igrzyska olimpijskie                    | Pekin                  | bieg na 1500 m        | eliminacje  | 4:08,37 |
| 2008 | Światowy finał lekkoatletyczny IAAF     | Stuttgart              | bieg na 1500 m        | 7. miejsce  | 4:08,56 |
| 2009 | Halowy puchar świata wojska             | Ateny                  | bieg na 800 m         | 3. miejsce  | 2:07,40 |
| 2009 | Superliga drużynowych mistrzostw Europy | Leiria                 | bieg na 3000 m        | 2. miejsce  | 8:58,26 |
| 2009 | Mistrzostwa świata wojska               | Sofia                  | bieg na 800 m         | 2. miejsce  | 2:02,76 |
| 2009 | Mistrzostwa świata wojska               | Sofia                  | bieg na 1500 m        | 1. miejsce  | 4:17,78 |
| 2009 | Mistrzostwa świata                      | Berlin                 | bieg na 1500 m        | półfinał    | 4:11,33 |
| 2010 | Halowe mistrzostwa świata               | Doha                   | bieg na 1500 m        | 4. miejsce  | 4:09,24 |
| 2010 | Superliga drużynowych mistrzostw Europy | Bergen                 | bieg na 1500 m        | 7. miejsce  | 4:14,45 |
| 2010 | Mistrzostwa Europy                      | Barcelona              | bieg na 1500 m        | 12. miejsce | 4:24,82 |
| 2011 | Halowe mistrzostwa Europy               | Paryż                  | bieg na 1500 m        | 9. miejsce  | 4:20,99 |
| 2011 | Halowe mistrzostwa Europy               | Paryż                  | bieg na 3000 m        | –           | DNF     |
| 2011 | Światowe igrzyska wojska                | Rio de Janeiro         | bieg na 1500 m        | 12. miejsce | 4:31,38 |

## Rekordy życiowe
- bieg na 800 m – 2:00,36 (10 czerwca 2008, Moskwa)
- bieg na 1000 m – 2:39,56 (26 kwietnia 2008, Zgorzelec)
- bieg na 1500 m – 4:02,30 (28 lipca 2009, Monako); 5. wynik w historii polskiej lekkoatletyki
- bieg na 3000 m – 8:58,26 (20 czerwca 2009, Leiria)
- Bieg na 800 m (hala) –  2:01,43 (15 lutego 2009, Karlsruhe)
- Bieg na 1500 m (hala) – 4:05,38 (22 lutego 2011, Sztokholm); 2. wynik w historii polskiej lekkoatletyki
- Bieg na 3000 m (hala) – 8:43,22 (13 lutego 2011, Karlsruhe); 2. wynik w historii polskiej lekkoatletyki